# Pelusios cupulatta
Espèce
Pelusios cupulatta est une espèce de tortue de la famille des Pelomedusidae.

## Répartition
Cette espèce se rencontre au Liberia en Sierra Leone en Côte d'Ivoire au Ghana, au Togo et au Bénin.

## Publication originale
- Bour & Maran, 2003 : Une nouvelle espèce de Pelusios de Côte d’Ivoire (Reptilia, Chelonii, Pelomedusidae). Manouria (Mezzavia), vol. 6, no 21, p. 24-43.